# خدمة الإذاعة والإذاعة المتعددة
خدمة الإذاعة والبث المتعدد (BCMCS) هي واجهةٌ لتقديم خدمات الإذاعة والبث المتعدد في شبكات الحواسب المحمولة من نوع سي دي إم إيه 2000 لأنظمة اتصالات مشروع شراكة الجيل الثالث 2، ويمكن أنْ تُسْتَخْدَمَ هذه الخدمة لنقل مقطع فيديو خفيف والصوت مقاطع أو أي بياناتٍ أخرى إلى مجموعةٍ كبيرة من مشتركي خدمات المحمول بطريقةٍ فعّالة، ولهذا تُسمّى هذه الخدمة أيضًا بخدمة «من نقطةٍ واحدة إلى عدة نقاط»، وهذا يعني استقبال العديد من المستخدمين للمعلومات ذاتها باستخدام نفس الموارد اللاسلكية.

## استخدام خدمة الإذاعة والبث المتعدد
يمكن استخدام هذه الخدمة في نوعين مختلفين من الخدمات الأخرى، أولاً، خدمات الإذاعة التي تسمح لجميع المستخدمين الموجودين في نطاق المنطقة الإذاعية بتلقي المعلومات ذاتها، وثانيًا، خدمات البث المتعدد والتي تسمح فقط للمستخدمين المشتركين في الخدمة بتلقي المعلومات،
وعلى الرغم من إمكانية استخدام هذه الخدمة في التلفزيون المحمول، إلا أنَّها تقف عند حدودٍ معينة من القدرة التي يمكن استخدامها لهذا النوع من الخدمات داخل الشبكة.

## خدمات الإذاعة والبث المتعدد المُحَسَّنة
تُعد هذه الخدمات نسخة مُحَسَّنة من خدمة الإذاعة والبث المتعدد، وتستخدم واجهةً لاسلكية تقوم على تقنية تعدد الإرسال بالتقسيم التعامدي للتردد (OFDM) لحل المشكلات باستخدام الأصداء (تشتت الإشارة بتعدد المسارات) أثناء البث الإذاعي.